# Azanus thebana
Azanus thebana är en fjärilsart som beskrevs av Otto Staudinger 1894. Azanus thebana ingår i släktet Azanus och familjen juvelvingar. Inga underarter finns listade i Catalogue of Life.